# Tiel
Tiel là một đô thị ở miền trung Hà Lan. Đô thị này có sông Waal và sông Linge bao bọc phía nam và phía bắc, kênh đào Amsterdam-Rhine ở phía đông. Thành phố đã được thành lập vào thế kỷ 5.

## Các trung tâm dân cư
- Kapel-Avezaath
- Tiel
- Wadenoijen

The Dutch author and polemicist Menno ter Braak (1902-1940) grew up in Tiel.

## Nhân vật nổi tiếng sinh ra ở Tiel
- Joan van der Capellen tot den Pol (1741-1784), chính khách
- David Hendrik Chassé (1765-1849), người lính
- Mary Dresselhuys (1907-2004), nữ diễn viên sân khấu
- Herman Claudius van Riemsdijk (b. 1948), tuyển thủ cờ vua
- Jan van Deinsen (born 1953), cầu thủ bóng đá
- Anton Janssen (born 1963), cầu thủ bóng đá
- Wilma van Velsen (born 1964), vận động viên bơi lội
- Dirk Jan Derksen (born 1972), cầu thủ bóng đá
- Bobbie Traksel (born 1981), cua rơ
- Erik Pieters (born 1988), cầu thủ bóng đá

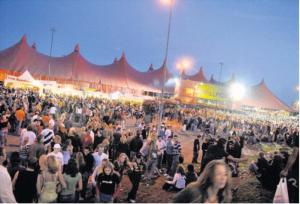
Appelpop trên Waalkade